# Ida Tarbell
Ida Minerva Tarbell (5 de noviembre de 1857-6 de enero de 1944) fue una profesora, escritora y periodista estadounidense, considerada una de las principales «muckrakers» de la era progresista de finales del siglo XIX y principios del siglo XX y pionera del periodismo de investigación.

## Trayectoria
Es conocida por su investigación sobre John D. Rockefeller y la Standard Oil Company, publicada en series por la revista McClure's Magazine de 1902 a 1904; sus pesquisas pusieron en evidencia las prácticas monopolísticas desleales practicadas por la empresa hasta que la Corte Suprema de los Estados Unidos determinó disolver el monopolio.
Fue presidenta por 30 años de Pen + Brush, una asociación de mujeres artistas y escritoras.
Sus 19 artículos periodísticos fueron recopilados en un libro que publicó en 1904 bajo el nombre de The History of the Standard Oil Company. En 1999, la Universidad de Nueva York catalogó su investigación como la número 5 en una lista de los 100 mejores trabajos de periodismo estadounidense del siglo XX.